# Фохт, Иоганнес
Иоганнес Фохт (1786—1863) — немецкий историк, профессор в Кёнигсберге, "отец" прусской историографии.

## Биография
Изначально И. Фохт изучал теологию, а затем историю и философию в Йене. В 1817 г. Фохт был приглашен из Галле, где он защитил докторскую диссертацию, в Кёнигсберг. Он занял должность экстраординарного профессора истории, и также стал директором государственного архива в Кёнигсберге. Знакомство и дружба с обер-президентом Г. Т. Шёном предопределили дальнейшую научную деятельность Фойхта. Под влиянием Шёна он занялся историей Пруссии, а точнее, Немецкого (Тевтонского) ордена. И. Фохта три раза избирали ректором университета Альбертины в 1830/40/47 гг. и шесть раз деканом философского факультета. Также Фохт являлся членом-корреспондентом СПб. АН c 07.12.1856 — по историко-филологическому отделению (разряд историко-политических наук). Фойхт скончался в возрасте 77 лет в Кёнигсберге. Свое последнее пристанище он нашёл на Старом Альтроссгартенском кладбище.
За свою плодотворную научную деятельность Фохт был удостоен немецкими и иностранными наградами. В начале 1830-х гг. король Фридрих Вильгельм III наградил его рыцарским крестом ордена Красного орла 3 степени, вскоре после этого король Дании удостоил его рыцарского ордена Даннеброг. В 1840 г. Фохт стал тайным советником (Geheimrat). В начале 1850-х гг. австрийский император наградил его золотой медалью за науку и искусство.Научная деятельность Фохта была очень плодотворна, за свою долгую жизнь он написал большое количество научных работ. Его фундаментальные труды по истории Немецкого ордена, хоть и были написаны более ста лет назад, но они не потеряли своей актуальности.

## Основные работы
- Hildebrand als Papst Gregor VII und sein Zeitalter (Веймар, 1815, 2 изд. 1846 г. — сочинение, представляющее первую беспристрастную оценку Григория VII, навлекшее на Фохта подозрение в переходе в католичество);
- Geschichte der Eidechsen-Gesellschaft in Preußen, aus neuaufgefundenen Quellen dargestellt. Königsberg 1823.
- Geschichte Marienburgs, der Stadt und des Haupthauses des deutschen Ritter-Ordens in Preußen. Königsberg 1824.
- Geschichte Preußens von den ältesten Zeiten bis zum Untergange der Herrschaft des Deutschen Ordens, Königsberg 1827–39, 9 Bde.
- Codex Diplomaticus Prussicus – Urkundensammlung zur ältesten Geschichte Preußens aus dem Königlichen Geheimen Archiv zu Königsberg, nebst Regesten Königsberg 1836–61, 6 Bde.
- Briefwechsel der berühmtesten Gelehrten des Zeitalters der Reformation mit Herzog Albrecht von Preußen – Beiträge zur Gelehrten-, Kirchen- und politischen Geschichte des sechzehnten Jahrhunderts. Königsberg 1841.
- Handbuch der Geschichte Preußens bis zur Reformation, Königsberg 1842–43, 3 Bde.
- Namen-Codex der deutschen Ordens-Beamten, Hochmeister, Landmeister, Großgebietiger, Komture, Vögte, Pfleger, Hochmeister-Kompane, Kreuzfahrer und Söldner-Hauptleute in Preußen, Königsberg 1843.
- Geschichte des Deutschen Ritterordens, Berlin 1857–59, 2 Bde.
- Blicke in das kunst- und gewerbreiche Leben der Stadt Nürnberg im sechszehnten Jahrhundert, Berlin, 1862.
- Die Erwerbung der Neumark – Ziel und Erfolg der Brandenburgischen Politik unter den Kurfürsten Friedrich I. und Friedrich II. 1402–1457 – Nach archivalischen Quellen. Berlin 1863.